# PEN Club français
Le PEN Club français, fondé en 1921, est une association qui promeut la liberté d'expression et de création et qui défend les droits des écrivains, journalistes, éditeurs, traducteurs menacés ou emprisonnés dans le monde du fait de l'expression de leurs idées.

## Historique
À la suite de la Première Guerre mondiale, en 1921, la poète britannique, dramaturge et militante de la paix Catherine Amy Dawson-Scott, décide de créer un club visant à unifier les écrivains quelles que soient leur race, leur religion ou leur croyance souhaitant se réunir et partager des idées. Elle donne à ce club le nom de PEN signant en anglais « stylo » et acronyme de « Poètes, Essayistes, romanciers (Novelists en anglais) » (élargi de nos jours aux éditeurs, traducteurs, journalistes et blogueurs). Le PEN, aujourd’hui connu sous le nom de PEN International, devient une des premières si ce n’est la première association mondiale d’écrivains et la première organisation soulignant que la liberté d’expression et la littérature sont inséparables.
Rapidement cette organisation s’étend à d’autres villes européennes pour permettre aux écrivains, lors de leurs déplacements, de rencontrer amis et collègues. Ainsi dès 1921 naît à Paris le PEN Club Français qui se fera enregistrer comme association loi de 1901 en 1927. Au milieu des années 1920, il existe 25 centres PEN en Europe, et dès 1931, plusieurs centres apparaissaient en Amérique du Sud et en Chine. De nos jours, on compte près de 150 centres PEN répartis sur les cinq continents.

## Organisation

### Présidents du PEN Club Français depuis sa création[2]
| Années    | Nom                       |
| --------- | ------------------------- |
| 1921-1924 | Anatole France            |
| 1924-1934 | Paul Valéry               |
| 1934-1939 | Jules Romains             |
| 1946-1951 | Jean Schlumberger         |
| 1951-1959 | André Chamson             |
| 1959-1973 | Yves Gandon               |
| 1973-1976 | Pierre Emmanuel           |
| 1976-1979 | Georges-Emmanuel Clancier |
| 1979-1989 | René Tavernier            |
| 1990-1993 | Solange Fasquelle         |
| 1993-1999 | Jean Orizet               |
| 1999-2005 | Jean Blot                 |
| 2005-2012 | Sylvestre Clancier        |
| 2012-2016 | Jean-Luc Despax           |
| 2016-2018 | Sylvestre Clancier        |
| 2018-2020 | Emmanuel Pierrat          |
| 2020-2023 | Antoine Spire             |
| 2023      | Carole Mesrobian          |

### Comité exécutif et comités
Le PEN Club Français est composé sur le modèle du PEN International d’un comité exécutif composé d’un bureau et de plusieurs comités : Comité français pour la Paix, Comité français pour la diversité linguistique, Comité français des femmes écrivains, Comité français pour les écrivains en danger et en prison.

#### Comité français pour la Paix
Le Comité international pour la Paix a fêté en avril 2018 en Slovénie, à Bled, le cinquantième anniversaire de sa création.

#### Comité français pour les écrivains en danger et en prison
- Présidente : Cécile Oumhani.

Ce comité est le premier des comités PEN à voir le jour en avril 1960. C’est cependant bien plus tôt dès les années 1930 que les PEN se sont intéressés aux cas des écrivains emprisonnés ou persécutés pour leurs travaux et leurs opinions. Ils militèrent pour la libération d’Arthur Koestler (alors journaliste), qui avait été emprisonné dans l’Espagne franquiste et condamné à mort ; ils furent en revanche impuissants pour faire libérer le poète espagnol, Federico García Lorca, exécuté peu après son arrestation. Lors du congrès des centres PEN de 1937 à Paris, les PEN rendirent hommage à Lorca et exprimèrent leur consternation. Pendant la Seconde Guerre mondiale, le Secrétaire général du PEN Club Français, Benjamin Crémieux, s’est dévoué pour la protection et le passage vers l’étranger de très nombreux réfugiés venus d’Europe centrale. Il fut arrêté, déporté dans un camp en Allemagne où il périt.

### Membres du PEN Club Français
Peut être admis au PEN Club Français tout écrivain édité, éditeur et traducteur souscrivant aux principes de la Charte quelles que soient sa nationalité, son origine ethnique, sa langue, sa couleur ou sa religion.

## Actions du PEN Club Français
Actions en faveur des écrivains persécutés du fait de l’expression de leurs idées
Depuis sa création, le PEN Club Français se tient aux côtés de celles et ceux qui défendent pacifiquement la liberté d’expression et de création, l’héritage humaniste des Lumières et qui n’hésitent pas à affronter tous les obscurantismes. Depuis 2016, il milite pour soutenir les nombreux écrivains menacés par la dérive autoritaire du pouvoir en Turquie,. En 2017, grâce à son intervention, le PEN Club français a pu obtenir la libération du jeune écrivain algérien Anouar Rahmani. Aujourd’hui, le PEN Club français s’investit particulièrement pour la défense de l’écrivain Patrice Nganang au Cameroun et a contribué récemment au maintien en France du journaliste et écrivain, originaire de Guinée, Adama Diané menacé d'être expulsé.
Colloques et autres rencontres
Comme en témoignent le site internet, la page Facebook, les lettres d'informations numériques du PEN Club Français, ce dernier organise ou co-organise chaque année de nombreuses rencontres littéraires, colloques, hommages à son siège à Paris, mais aussi dans d'autres espaces comme le récent hommage rendu à Jean Lescure à l'IMEC le 5 avril 2018. Le PEN Club Français est également toujours présent au Salon du livre et au Marché de la poésie à Paris.
Édition de Cahiers consacrés à la liberté d'expression
Depuis 2010, avec le soutien de la SOFIA, le PEN Club français publie des cahiers consacrés à la liberté d’expression. Trois cahiers ont déjà vu le jour :
- un plaidoyer contre la censure : « Liberté de création en Europe et en Méditerranée, censures visibles et invisibles »
- Une trentaine de contributions émanant d’écrivains et d’associations d’auteurs de nombreux pays font le point sur les différentes formes de censures, les unes visibles, les autres moins visibles qui affectent aujourd’hui la liberté d’expression dans de nombreux pays d’Europe et du bassin méditerranéen.
- un plaidoyer pour la liberté d’expression : « Liberté d’expression en Europe et en Méditerranée »
- une anthologie poétique en faveur de la liberté de création.

Ces cahiers ont été précédés d’un premier ouvrage réalisé avec le concours de la Fondation La Poste, Que peut la littérature en situation de détresse ? Ce premier titre, paru comme les suivants aux Éditions Callioppées, regroupait des correspondances d’écrivains de trois continents (Europe, Afrique, Amérique) sur les routes de l’aéropostale.  
Édition d'une lettre d'informations numérique
Cette lettre informe des nombreuses activités du PEN Club français, offre l’occasion de découvrir des œuvres des membres du PEN Club, rappelle la Charte du PEN International, informe sur les membres du Comité exécutif et indique comment adhérer au PEN Club Français.

## Prix
Le PEN Club français remet plusieurs prix littéraires :
- Le grand prix du PEN Club français qui couronne un auteur ayant reçu préalablement d’autres distinctions, dont la réputation n’est plus à faire et dont les services tant dans le domaine culturel que dans celui des droits de l’homme sont notoires. Ce prix n’est pas toujours décerné chaque année. En 2000, ce prix est décerné à Michel Butor et, en 2002, à Vaclav Havel pour l’ensemble de son œuvre littéraire, théâtrale et poétique[15].
- Le grand prix de la critique littéraire décerné par un jury composé de critiques littéraires faisant partie du PEN Club français. Ce prix est attribué chaque année à un écrivain de langue française pour l’ensemble d’une œuvre qui témoigne en faveur de la francophonie, d’une meilleure connaissance de la culture française et des cultures étrangères[16],[15].
- Les prix Roger-Caillois (prix de littérature latino-américaine, prix de littérature française, prix de l’essai), prix littéraires annuels créés en 1991 par la Société des lecteurs et amis de Roger Caillois et la Maison de l’Amérique, en partenariat avec le PEN Club français. Sont récompensés chaque année un auteur latino-américain et un auteur francophone. Depuis 2007, un prix de l’essai est également décerné[17].
- Depuis 2022 ont été créés quatre prix de la traduction récompensant des traducteurs dans les catégories : essai, poésie, roman/récit/nouvelle, théâtre.

## Contentieux
En 2020, Emmanuel Pierrat est remplacé à la présidence de l'association par Antoine Spire dans des conditions qui donnent lieu à un contentieux à l'origine d'un dépôt de plainte du nouveau président, ès qualités, contre l'ancien, auquel il est reproché des abus de confiance et des propos injurieux.